# Топологическая группа
Топологи́ческая гру́ппа (непрерывная группа) — это группа, которая одновременно является топологическим пространством, причём умножение элементов группы G × G → G и операция взятия обратного элемента G → G являются непрерывными в используемой топологии.
Из приведённого определения непосредственно следует, что операции левого и правого сдвига, а также операция сопряжения, традиционно обозначаемые буквами l, r, a и определяемые равенствами
lg(h) = gh,
rg(h) = hg,
ag(h) = ghg−1,
представляют собой гомеоморфизмы пространства G на себя.
Изоморфизм топологической группы G на топологическую группу H — это биективное отображение группы G на H, которое одновременно является изоморфизмом структуры группы в G на структуру группы в H и гомеоморфизмом G на H.
Понятие топологической группы обобщает понятие группы Ли; последнее требует, чтобы операции умножения элементов и взятия обратного элемента были не только непрерывными, но аналитическими или голоморфными (при этом на группе вводится не только топология, но и структура аналитического или комплексного многообразия).

## Примеры топологических групп
- Множество квадратных матриц одного порядка с ненулевыми детерминантами и действительными элементами образуют топологическую группу при задании операции обычного матричного умножения.
- Векторное пространство конечной размерности образует топологическую группу при задании операции сложения векторов.